# La malattia mortale
La malattia mortale. Uno sviluppo psicologico cristiano per la costruzione e la rinascita (in danese Sygdommen til Døden. En christelig psychologisk Udvikling til Opbyggelse og Opvækkelse) è un'opera del filosofo Søren Kierkegaard del 1849, pubblicata con lo pseudonimo, qui usato per la prima volta, di Anti-Climacus.
Lo pseudonimo non è usato per nascondersi, poiché ai lettori era chiaro che si trattasse di Kierkegaard, tuttavia egli ritenne di non voler firmare un discorso pregno di idealità cristiana con il proprio nome, poiché si considerava peccatore e non degno. L'opera va quindi considerata nel novero di quelle né estetiche né dirette. Tuttavia è anche possibile associare, per la natura "psicologica" questo libro a Il concetto dell'angoscia (1844), pubblicato con lo pseudonimo Vigilius Haufniensis.

## Contenuto
Dopo una premessa e un esordio (sul tema di Lazzaro), il libro consta di due parti:
- I. La malattia mortale è la disperazione
  - Che la disperazione sia la malattia mortale
  - L'universalità di questa malattia
- II. La disperazione è il peccato
  - La disperazione è il peccato
  - La continuazione del peccato
- Appendice

## Tema
(La malattia mortale, cit. in Guido Davico Bonino (a cura di), Lunario dei giorni di quiete, Einaudi, Torino 1997, p. 28)
Nell'opera, Kierkegaard propone una particolare concezione dell'Io, come di un rapporto che si mette in rapporto con se stesso. La persona umana è infatti costitutivamente rapporto tra finito e infinito, tempo ed eternità, possibilità e necessità. Ma, essendo l'uomo anche auto-coscienza, auto-osservazione, auto-indagine, tale rapporto è destinato a rivolgersi su stesso, a divenire un rapporto in rapporto con se stesso. Ora, il disagio esistenziale dell'uomo discende spesso dalla difficoltà di trovare, in tale rapporto tra elementi contrari e contrastanti, un equilibrio duraturo. 
La disperazione va considerata una malattia dello spirito e di sé, quindi può assumere tre forme: quella senza avere consapevolezza di sé (in qualche modo più innocente); quella per non avere volontà di essere sé; e disperazione proprio per voler essere se stesso. La disperazione è una malattia mortale, quindi è universale e nei confronti della religione va considerata un peccato (ma anche, in senso filosofico-socratico, come un errore dovuto a ignoranza).

## Edizioni
- La malattia mortale. Svolgimento psicologico cristiano di Anti Climacus, trad. Meta Corssen, prefazione di Paolo Brezzi, Milano: Comunità, 1947; 1965
- Il concetto dell'angoscia e La malattia mortale, a cura di Cornelio Fabro, Firenze: Sansoni, 1953; in Opere, vol. 3, Milano: Piemme, 1995
- La malattia mortale. Saggio di psicologia cristiana per edificazione e risveglio, trad. Meta Corssen, introduzione di Remo Cantoni, Roma: Newton Compton, 1976 ISBN 88-8289-971-3
- La malattia mortale, trad. Meta Corssen, introduzione di Filippo Gentili, Milano: Mondadori, 1991 ISBN 978-88-04-44780-1
- La malattia per la morte, trad. Ettore Rocca, Roma: Donzelli, 1999 ISBN 88-7989-514-1
- La malattia mortale, trad. Cornelio Fabro, Milano: SE, 2008 ISBN 978-88-7710-750-3

La malattia per la morte, traduzione, note e commento di Massimiliano Bavieri, prefazione di Silvano Zucal, Agorà & Co., 2021 ISBN 9788889526859